# Pentium III
Intel Pentium III (в русской разговорной речи — Интел Пентиум три, сниженный вариант — третий пень) — x86-совместимый микропроцессор архитектуры Intel P6, анонсированный 26 февраля 1999 года (в России Pentium III поступили в продажу летом того же года). Ядро Pentium III представляет собой модифицированное ядро Deschutes (которое использовалось в процессорах Pentium II). По сравнению с предшественником расширен набор команд (добавлен набор инструкций SSE) и оптимизирована работа с памятью. Это позволило повысить производительность как в новых приложениях, использующих расширения SSE, так и в существующих (за счёт возросшей скорости работы с памятью). Также был введён 64-битный серийный номер, уникальный для каждого процессора.

## Общие сведения
Процессоры Pentium III для настольных компьютеров выпускались в трёх вариантах корпусов: SECC2, FCPGA и FCPGA2.
Pentium III в корпусе SECC2 представляет собой картридж, содержащий процессорную плату («субстрат») с установленным на ней ядром процессора (во всех модификациях), а также микросхемами кэш-памяти BSRAM и tag-RAM (в процессорах, основанных на ядре Katmai). Маркировка находится на картридже. Процессор предназначен для установки в 242-контактный щелевой разъём Slot 1.
В процессорах, основанных на ядре Katmai, кэш-память второго уровня работает на половине частоты ядра, а в процессорах на ядре Coppermine — на частоте ядра.
Pentium III в корпусе FCPGA представляют собой подложку из органического материала зелёного цвета с установленным на ней открытым кристаллом на лицевой стороне и контактами на обратной. Также на обратной стороне корпуса (между контактами) расположено несколько SMD-элементов. Маркировка нанесена на наклейку, расположенную под кристаллом. Кристалл защищён от сколов специальным покрытием синего цвета, снижающим его хрупкость. Однако, несмотря на наличие этого покрытия, при неаккуратной установке радиатора (особенно неопытными пользователями) кристалл получал трещины и сколы (процессоры, получившие такие повреждения, на жаргоне назывались колотыми).
В некоторых случаях процессор, получивший существенные повреждения кристалла (сколы до 2—3 мм с угла), продолжал работать без сбоев или с редкими сбоями.
Процессор предназначен для установки в 370-контактный гнездовой разъём Socket 370. В корпусе FCPGA выпускались процессоры на ядре Coppermine.
Корпус FCPGA2 отличается от FCPGA наличием теплораспределителя (металлическая крышка, закрывающая кристалл процессора), защищающего кристалл процессора от сколов (однако, его наличие снижает эффективность охлаждения). Маркировка нанесена на наклейки, расположенные сверху и снизу от теплораспределителя. В корпусе FCPGA2 выпускались процессоры на ядре Tualatin, а также процессоры на поздней версии ядра Coppermine (известной как Coppermine-T).

## Особенности архитектуры
Первые процессоры архитектуры P6 в момент выхода значительно отличались от существующих процессоров. Процессор Pentium Pro отличало применение технологии динамического исполнения (изменения порядка исполнения инструкций), а также архитектура двойной независимой шины (англ. Dual Independent Bus), благодаря чему были сняты многие ограничения на пропускную способность памяти, характерные для предшественников и конкурентов. Тактовая частота первого процессора архитектуры P6 составляла 150 МГц, а последние представители этой архитектуры имели тактовую частоту 1,4 ГГц. Процессоры архитектуры P6 имели 36-разрядную шину адреса, что позволило им адресовать до 64 ГБ памяти (при этом линейное адресное пространство процесса ограничено 4 ГБ, см PAE).
Суперскалярный механизм исполнения инструкций с изменением их последовательности
Принципиальным отличием архитектуры P6 от предшественников является RISC-ядро, работающее не с CISC-инструкциями x86, а с простыми внутренними микрооперациями. Это позволяет снять множество ограничений набора команд x86, таких как нерегулярное кодирование команд, переменная длина операндов и операции целочисленных пересылок регистр-память. Кроме того, микрооперации исполняются не в той последовательности, которая предусмотрена программой, а в оптимальной с точки зрения производительности, а применение трёхконвейерной обработки позволяет исполнять несколько RISC-инструкций за один такт.
Суперконвейеризация
Процессоры архитектуры P6 имеют конвейер глубиной 12 стадий. Это позволяет достигать более высоких тактовых частот по сравнению с процессорами, имеющими более короткий конвейер при одинаковой технологии производства. Так, например, максимальная тактовая частота процессоров AMD K6 на ядре (глубина конвейера — 6 стадий, 180-нм технология) составляет 550 МГц, а процессоры Pentium III на ядре Coppermine способны работать на частоте, превышающей 1000 МГц.
Для того, чтобы предотвратить ситуацию ожидания исполнения инструкции (и, следовательно, простоя конвейера), от результатов которого зависит выполнение или невыполнение условного перехода, в процессорах архитектуры P6 используется предсказание ветвлений. Для этого в процессорах архитектуры P6 используется сочетание статического и динамического предсказания: двухуровневый адаптивный исторический алгоритм (англ. Bimodal branch prediction) применяется в том случае, если буфер предсказания ветвлений содержит историю переходов, в противном случае применяется статический алгоритм.
Двойная независимая шина
С целью увеличения пропускной способности подсистемы памяти в процессорах архитектуры P6 применяется двойная независимая шина. В отличие от предшествующих процессоров, системная шина которых была общей для нескольких устройств, процессоры архитектуры P6 имеют две раздельные шины: Back side bus, соединяющую процессор с кэш-памятью второго уровня, и Front side bus, соединяющую процессор с северным мостом набора микросхем.

## Модели
Первые процессоры Pentium III (Katmai) предназначались для настольных компьютеров и производились по 250-нм технологии. Дальнейшим развитием семейства настольных Pentium III стало 180-нм ядро Coppermine, а последним ядром, использованным в процессорах семейства Pentium III, стало 130-нм ядро Tualatin.
На базе ядра Katmai выпускался также процессор Xeon (ядро Tanner), на базе ядра Coppermine — Xeon (Cascades) и Celeron (Coppermine-128), на базе ядра Tualatin — Celeron (Tualatin-256).
| Тактовая частота | МГц          | 450             | 500             | 533              | 550         | 600            | 600              |
| Частота FSB      | МГц          | 100             | 100             | 133              | 100         | 100            | 133              |
| Анонсирован      | Анонсирован  | 26 февраля 1999 | 26 февраля 1999 | 27 сентября 1999 | 17 мая 1999 | 2 августа 1999 | 27 сентября 1999 |
| Цена, долл..     | Цена, долл.. | 496             | 696             | 369              | 700         | 669            | 615              |

| Тактовая частота | МГц         | 500             | 533             | 550             | 600             | 600             | 650             | 667             | 700             | 733             | 750             | 800             | 800             | 850           | 866           | 900          | 933         | 1000         | 1000         | 1100      | 1133      |
| Частота FSB      | МГц         | 100             | 133             | 100             | 133             | 100             | 100             | 133             | 100             | 133             | 100             | 100             | 133             | 100           | 133           | 100          | 133         | 100          | 133          | 100       | 133       |
| Анонсирован      | Анонсирован | 25 октября 1999 | 25 октября 1999 | 25 октября 1999 | 25 октября 1999 | 25 октября 1999 | 25 октября 1999 | 25 октября 1999 | 25 октября 1999 | 25 октября 1999 | 20 декабря 1999 | 20 декабря 1999 | 20 декабря 1999 | 20 марта 2000 | 20 марта 2000 | октябрь 2000 | 24 мая 2000 | 31 июля 2000 | 8 марта 2000 | июнь 2001 | июль 2000 |
| Цена, долл.      | Цена, долл. | 239             | 305             | 368             | 455             | 455             | 583             | 605             | 754             | 776             | 803             | 851             | 851             | н/д           | н/д           | н/д          | 744         | н/д          | 990          | н/д       | н/д       |

Примечание: курсивом выделен отозванный процессор.
| Тактовая частота, МГц | 1000      | 1133      | 1133      | 1200      | 1266      | 1333      | 1400      | 1400      |
| L2-кэш, Кб            | 256       | 256       | 512       | 256       | 512       | 256       | 256       | 512       |
| Анонсирован           | июль 2001 | июль 2001 | июль 2001 | июль 2001 | июль 2001 | июль 2001 | июль 2001 | июль 2001 |

### Pentium III

#### Katmai
Первое ядро, использованное в процессорах Pentium III, является эволюционным продолжением ядра Deschutes, на котором были основаны процессоры Pentium II последних ревизий.
В новом ядре расширен набор SIMD-расширений (добавлен блок вещественночисленных SIMD-инструкций SSE), усовершенствован механизм потокового доступа к памяти (новый механизм предсказания позволяет уменьшить задержки при последовательном доступе к памяти), а также введён уникальный серийный номер процессора, доступный для считывания программным обеспечением (с помощью инструкции cpuid).
Последнее нововведение вызвало недовольство у пользователей (серийный номер мог быть считан удалённо, что могло поставить под угрозу приватность работы в Интернете), поэтому компания Intel была вынуждена выпустить утилиту, блокирующую доступ к серийному номеру.
Кэш второго уровня объёмом 512 кБ работает на половине частоты ядра и выполнен в виде двух микросхем BSRAM (производства Toshiba и NEC), расположенных друг над другом справа от кристалла процессора. В качестве tag-RAM используется микросхема Intel 82459AD, расположенная на обратной стороне процессорной платы под микросхемами кэш-памяти.
Pentium III на ядре Katmai содержали 9,5 млн транзисторов, площадь кристалла составляла 128 мм².
Первые процессоры на ядре Katmai работали с внешней частотой (частотой системной шины) 100 МГц. 27 сентября 1999 года были анонсированы процессоры с внешней частотой 133 МГц. Для того, чтобы различать процессоры, работающие на одинаковой частоте, но имеющие различную внешнюю частоту, в конце названия процессоров, имеющих внешнюю частоту 133 МГц, добавлялась английская буква «B» (от англ. Bus — шина).
Процессоры Pentium III на ядре Katmai выпускались в корпусе SECC2.

#### Coppermine
25 октября 1999 года корпорация Intel анонсировала процессор Pentium III, построенный на новом ядре, носящем кодовое имя Coppermine. Процессоры на ядре Coppermine выпускались по 180-нм технологии, имели интегрированную кэш-память второго уровня, работающую на частоте ядра. Кроме того, кэш-память имеет 256-битную шину (в отличие от процессоров на ядре Katmai, имевших 64-битную шину кэш-памяти), что значительно повышает её быстродействие. За счёт интегрированной кэш-памяти число транзисторов возросло до 28,1 млн.
Напряжение питания было снижено до 1,6 — 1,75 В, что позволило снизить тепловыделение. В сочетании со 180-нм технологией это позволило поднять максимальную частоту до 1 ГГц (Pentium III с частотой 1 ГГц был анонсирован 8 марта 2000 года, однако наладить выпуск таких процессоров удалось значительно позже). В июле 2000 года компания Intel анонсировала Pentium III на ядре Coppermine с частотой 1,13 ГГц, однако в августе он был отозван из-за нестабильной работы. Выпуск моделей, работающих на частотах 1,1 и 1,13 ГГц, оказался возможен лишь в 2001 году после обновления ядра Coppermine (ревизия D0).
По ходу выпуска в процессоры вносились изменения, направленные на исправление ошибок, а также на уменьшение площади кристалла процессора (что позволило поднять эффективность производства) и снижение тепловыделения (так как процессоры с высокой тактовой частотой имели более низкое напряжение питания). Процессоры ревизии A2 имели площадь кристалла 106 мм², ревизии B0 — 104 мм², ревизии C0 — 90 мм², ревизии D0 — 95 мм².
Процессоры работали с внешней частотой 100 и 133 МГц. Для различения равночастотных процессоров с разной внешней частотой по-прежнему использовалась литера «B» в конце названия. Кроме того, для различения равночастотных процессоров на ядрах Katmai и Coppermine использовалась английская буква «E» (от англ. Enhanced — улучшенный). Возможно также сочетание букв «B» и «E» (так, например, процессор Pentium III 600 основан на ядре Katmai и работает с внешней частотой 100 МГц, а Pentium III 600EB — это Coppermine с внешней частотой 133 МГц).
Процессоры Pentium III на ядре Coppermine выпускались в трёх вариантах корпусов:
- SECC2 — предназначены для установки в системные платы с разъёмом Slot 1. В данном корпусе выпускались процессоры ревизий A2, B0 и C0.
- FCPGA — предназначены для установки в системные платы с разъёмом Socket 370. В данном корпусе выпускались процессоры всех ревизий.
- FCPGA2 — предназначены для установки в системные платы с разъёмом Socket 370. В данном корпусе выпускались некоторые процессоры ревизии D0.

Процессоры, предназначенные для установки в разъём Socket 370, могли также устанавливаться в системные платы с разъёмом Slot 1 при помощи переходника Socket 370 — Slot 1 (Slot-to-FCPGA или Slot-to-FCPGA2).

#### Coppermine-T
В 2000 году в планах компании Intel появились процессоры с кодовым именем Coppermine-T. Предполагалось, что эти процессоры станут переходным вариантом между Coppermine и новыми процессорами на ядре Tualatin. Единственным чипсетом, предназначенным для работы с процессорами на ядре Tualatin, должен был стать i830 (Almador), а недорогими процессорами для работы в системных платах на его базе — Pentium III на ядре Coppermine-T. Однако, в связи с тем, что компания Intel сосредоточилась на продвижении новых процессоров Pentium 4, в январе 2001 года выпуск чипсета i830, а вместе с ним и процессоров Pentium III на ядре Coppermine-T, был отменён.
Процессоры на ядре Coppermine-T представляют собой Pentium III на ядре Coppermine ревизии D0, способные работать как с шиной AGTL (1,25 В), используемой процессорами на ядре Tualatin, так и с шиной AGTL + (1,5 В), используемой остальными процессорами Pentium III.

#### Tualatin
Процессоры Pentium III и Pentium III-S на ядре Tualatin были анонсированы 21 июня 2001 года. В связи с тем, что на тот момент на рынке уже присутствовал процессор Pentium 4, пришедший на смену процессорам Pentium III и активно продвигавшийся компанией Intel, процессоры на ядре Tualatin не получили широкого распространения, несмотря на то, что они значительно превосходили Pentium 4 на равных частотах.
Основным отличием от процессоров на ядре Coppermine стало наличие аппаратной предвыборки данных (data prefetch logic), что позволило повысить производительность за счёт предварительной загрузки данных, необходимых для работы.
Процессоры Pentium III-S имели 512 кБ кэш-памяти второго уровня и предназначались для высокопроизводительных рабочих станций и серверов. В процессорах Pentium III на ядре Tualatin 256 кБ кэш-памяти были аппаратно отключены. Частота системной шины составляла 133 МГц для обеих модификаций.
Процессоры на ядре Tualatin выпускались по 130-нм технологии, содержали 44 млн транзисторов и имели площадь кристалла 80 мм² (вне зависимости от объёма кэш-памяти второго уровня). Напряжение ядра было снижено до 1,45—1,5 В. Также было изменено напряжение шины — в процессорах на ядре Tualatin использовалась шина AGTL с напряжением 1,25 В. Кроме того, было изменено назначение некоторых контактов разъёма Socket 370, поэтому процессоры на ядре Tualatin несовместимы с системными платами с разъёмом Socket 370, предназначенными для работы с Pentium III на ядре Coppermine, однако работоспособны в более старых системных платах с разъёмом Slot 1 за счёт использования переходника Socket 370 — Slot 1 (Slot-to-FCPGA2). Кроме того, платы и переходники могут быть модифицированы для работы с процессорами на ядре Tualatin.
Процессоры Pentium III на ядре Tualatin практически не встречались в розничной продаже и предназначались для рынка OEM (для использования в готовых компьютерах крупных производителей).
Существовали также встраиваемые (embedded) процессоры Pentium III-S, имевшие пониженное до 1,15 В напряжение питания, выполненные в корпусе BGA с 479 контактами. Они отличались от мобильных процессоров (Mobile Pentium III) отсутствием поддержки технологии Intel SpeedStep.
На основе ядра Tualatin разрабатывалось ядро для первых процессоров Pentium M, предназначенных для использования в ноутбуках, а архитектурные принципы, заложенные в процессорах семейства P6, легли в основу процессоров Intel Core 2, пришедших на смену процессорам Pentium 4 и Pentium D в настольных ПК.

### Mobile Pentium III
Процессоры Mobile Pentium III, предназначенные для установки в ноутбуки, базировались на модифицированных ядрах Coppermine и Tualatin. Эти процессоры отличались пониженным до 0,95—1,7 В напряжением питания и поддержкой технологии Intel SpeedStep, которая динамически снижала частоту ядра процессора. В режиме энергосбережения также снижалось напряжение питания. Существовали модели Mobile Pentium III Ultra-Low Voltage (ULV) и Mobile Pentium III Low Voltage (LV), которые имели пониженное напряжение питания и обладали низким тепловыделением. Предназначались такие процессоры для установки в компактные ноутбуки.
Процессоры выпускались в нескольких вариантах корпусов:
- mBGA2 и mFCBGA — предназначались для установки в компактные ноутбуки, для которых были критичны габариты процессора. Высота процессора в данном корпусе составляла около 2,5 мм. Возможность замены процессора в таких системах отсутствовала.
- mPGA2 — предназначались для установки в ноутбуки с возможностью замены процессора.

## Положение на рынке и сравнение с конкурентами
Pentium III являлся флагманским процессором компании Intel для настольных компьютеров с момента выхода в феврале 1999 года и до появления на рынке процессора Pentium 4 в ноябре 2000 года. После выхода процессора Pentium 4 выпускались процессоры Pentium III на ядре Tualatin, однако широкого распространения они не получили. Параллельно с Pentium III существовали следующие x86-процессоры:
- Intel Celeron (Mendocino). Предназначался для рынка недорогих настольных компьютеров. В момент своего появления, младший в семействе, Celeron 300А при работе в разогнанном режиме на 100 МГц шине позволял получить производительность, сравнимую с самым производительным процессором Pentium II 450. Даже после выпуска процессора Pentium III на ядре Katmai, за счёт полноскоростного кэша, разогнанные Celeron 300А обеспечивали сравнимую производительность в приложениях, не поддерживающих расширения SSE[9].
- Intel Celeron (Coppermine-128). Предназначался для рынка недорогих настольных компьютеров. Уступал как процессорам Pentium III на ядре Coppermine, так и конкуренту — AMD Duron — в основном за счёт использования медленной системной шины (66 / 100 МГц против 100 / 133 МГц у Coppermine и 200 МГц у AMD Duron). Уменьшенный до 128 Кб кэш второго уровня также не позволял процессорам Celeron приблизиться к конкурентам[16][17].
- Intel Celeron (Tualatin). В отличие от процессоров Pentium III на ядре Tualatin, Celeron, представлявший собой Pentium III с 256 Кб кэш-памяти второго уровня и внешней частотой 100 МГц, получил широкое распространение, в частности, среди оверклокеров: так, например, процессоры Celeron 1.0A и 1.1A легко разгонялись до 1333 и 1466 МГц соответственно путём увеличения частоты шины до 133 МГц[18]. Уступал процессорам Pentium III и Pentium III-S за счёт менее скоростной системной шины, увеличенной латентности кэш-памяти второго уровня и меньшего её объёма (в случае с Pentium III-S), во многих задачах также уступал своим конкурентам — AMD Athlon XP и Duron[19][20].
- Intel Pentium 4. Флагманский процессор компании Intel с ноября 2000 года. Серьёзно уступал как Pentium III, так и AMD Athlon XP на равных частотах, однако за счёт архитектуры NetBurst имел значительно более высокий частотный потенциал, позволявший получить преимущество в производительности[21][22].
- AMD K6-III. Конкурировал с процессорами Pentium III на ядре Katmai. Значительно уступал в подавляющем большинстве задач (за исключением офисных приложений, а также игр, оптимизированных под расширения 3DNow!) из-за устаревшей архитектуры и инфраструктуры. Устанавливался в материнские платы с разъёмом Super Socket 7[23].
- AMD Athlon (K7). Конкурировал с процессорами Pentium III на ядрах Katmai и Coppermine. Во многих задачах опережал Pentium III, в некоторых — уступал им из-за отсутствия поддержки расширений SSE и менее быстродействующей кэш-памяти второго уровня[24].
- AMD Athlon (Thunderbird). Конкурировал с процессорами Pentium III на ядре Coppermine. В некоторых задачах опережал Pentium III за счёт архитектурных преимуществ, в некоторых — уступал им из-за отсутствия поддержки расширений SSE и 64-битной шины кэш-памяти (против 256-битной у Coppermine)[25].
- AMD Duron (Spitfire). Предназначался для рынка недорогих настольных компьютеров. Конкурировал с процессорами Intel Celeron на ядре Coppermine, значительно опережая их в большинстве задач, приближаясь к значительно более дорогим Pentium III, работавшим на немного меньшей частоте, а в некоторых задачах опережал их[26].
- VIA C3. Предназначался для компьютеров с низким энергопотреблением, имел крайне низкую производительность и уступал всем конкурирующим процессорам[27].
- Transmeta Crusoe. Предназначался для использования в портативных компьютерах. Имел очень низкое энергопотребление, по производительности отставал от равночастотного Pentium III[28].

### «Битва за гигагерц»
К концу 1999 года тактовые частоты процессоров, выпускавшихся компаниями Intel и AMD, вплотную приблизились к отметке 1 ГГц. С точки зрения рекламных возможностей первенство в покорении этой частоты означало серьёзное превосходство над конкурентом, поэтому Intel и AMD прикладывали значительные усилия для преодоления гигагерцового рубежа.
Процессоры Intel Pentium III на тот момент выпускались по 180-нм технологии и имели интегрированный кэш второго уровня, работающий на частоте ядра. На частотах, близких к 1 ГГц, интегрированный кэш работал нестабильно.
Процессоры AMD Athlon выпускались по 180-нм технологии и имели внешний кэш, работающий максимум на половине частоты процессора. На частотах, близких к 1 ГГц, использовались большие делители, что позволяло наращивать тактовую частоту процессоров.
Это предопределило исход противостояния: 6 марта 2000 года компанией AMD был представлен процессор Athlon, работающий на тактовой частоте 1 ГГц. Кэш-память второго уровня в этом процессоре работала на частоте 333 МГц. Процессор появился в продаже сразу после анонса.
8 марта 2000 года был анонсирован процессор Intel Pentium III 1 ГГц. При этом были пропущены более медленные модели: 850, 866 и 933 МГц, анонсированные 20 и 24 марта. Процессор с тактовой частотой 1 ГГц появился в продаже со значительной задержкой, а анонсированный в июне Pentium III (Coppermine) с частотой 1,13 ГГц был отозван из-за нестабильной работы. Выпуск моделей, работающих на частотах 1,1 и 1,13 ГГц, оказался возможен лишь в 2001 году после обновления ядра Coppermine (ревизия D0).

## Интересные факты
- Первым суперкомпьютером на базе процессоров Pentium III, вошедшим в список TOP500, стал кластер HpcLine производства Fujitsu Siemens Computers, установленный в Университете Падерборна (Германия). В июне 1999 года он занимал 455-е место, а в ноябре — 451-е.[32]
- Дольше всех в списках TOP500 продержался кластер Magi Cluster PIII 933 МГц производства NEC, установленный в Исследовательском центре Цукубы (Япония). Построенный в 2001 году и занявший 39 место в ноябрьском списке 2001 года, он исчез из списков в ноябре 2004 года.[33]
- Наибольшее количество суперкомпьютеров на базе процессоров Pentium III — 38 — присутствует в списке TOP500 за июнь 2002 года.[34]
- Процессор Pentium III 1 ГГц на ядре Coppermine cC0 принял участие в известном видеоролике, снятом в 2001 году Томасом Пабстом и демонстрирующем эффективность термозащиты процессоров. После снятия кулера с работающего процессора система с процессором Pentium III зависла, однако процессор своевременно отключился, в то время как AMD Athlon и Athlon XP сгорели[35].
- Процессоры Pentium III 733 МГц на ядре Coppermine c уменьшенной до 128 Кб кэш-памятью второго уровня использовались компанией Microsoft в приставке Xbox. В отличие от процессоров Celeron на ядре Coppermine-128, также имеющих 128 Кб кэша, данные процессоры имеют 8-канальный ассоциативный кэш второго уровня (Celeron имеет 4-канальный ассоциативный кэш).[36]
- Процессоры Pentium III имели серийные номера, доступные по команде CPUID[37], кроме того, существовал скрипт, позволяющий читать этот номер дистанционно. Из-за угрозы электронной слежки было предложено запретить Pentium III в Евросоюзе. В Pentium M и Pentium 4 Intel отказался от программно читаемых серийных номеров.[38]
- Одним из разработчиков архитектуры Pentium III былВ. М. Пентковский, советско-американский ученый, ранее работавший над советскими суперкомпьютерами Эльбрус[39].

## Технические характеристики
|                                                          | Katmai | Coppermine | Coppermine | Coppermine | Tualatin | Tualatin | Tualatin |                      |
| -------------------------------------------------------- | --- | --- | --- | --- | --- | --- | --- | -------------------- |
| Настольный                                               | Настольный | Настольный | Мобильный | Настольный | Серверный | Мобильный | |                      |
| Тактовая частота                                         | | | | | | | |                      |
| Частота ядра, МГц                                        | 450—600 | 500—1133 | 500—1133 | 400—1000 | 1000—1400 | 1133, 1266, 1400 | 700—1333 |                      |
| Частота FSB, МГц                                         | 100, 133 | 100, 133 | 100, 133 | 100 | 133 | 133 | 100, 133 |                      |
|                                                          | | | | | | | |                      |
| Характеристики ядра                                      | | | | | | | |                      |
| Набор инструкций                                         | IA-32, MMX, SSE | IA-32, MMX, SSE | IA-32, MMX, SSE | IA-32, MMX, SSE | IA-32, MMX, SSE | IA-32, MMX, SSE | IA-32, MMX, SSE |                      |
| Разрядность регистров                                    | 32 бит (целочисленные), 80 бит (вещественночисленные), 64 бит (MMX), 128 бит (SSE)                                   | 32 бит (целочисленные), 80 бит (вещественночисленные), 64 бит (MMX), 128 бит (SSE)                                   | 32 бит (целочисленные), 80 бит (вещественночисленные), 64 бит (MMX), 128 бит (SSE)                                   | 32 бит (целочисленные), 80 бит (вещественночисленные), 64 бит (MMX), 128 бит (SSE)                                   | 32 бит (целочисленные), 80 бит (вещественночисленные), 64 бит (MMX), 128 бит (SSE)                                   | 32 бит (целочисленные), 80 бит (вещественночисленные), 64 бит (MMX), 128 бит (SSE)                                   | 32 бит (целочисленные), 80 бит (вещественночисленные), 64 бит (MMX), 128 бит (SSE)                                   |                      |
| Глубина конвейера                                        | Целочисленный: 12 — 17 стадий (в зависимости от типа исполняемой инструкции), вещественночисленный: 25 стадий        | Целочисленный: 12 — 17 стадий (в зависимости от типа исполняемой инструкции), вещественночисленный: 25 стадий        | Целочисленный: 12 — 17 стадий (в зависимости от типа исполняемой инструкции), вещественночисленный: 25 стадий        | Целочисленный: 12 — 17 стадий (в зависимости от типа исполняемой инструкции), вещественночисленный: 25 стадий        | Целочисленный: 12 — 17 стадий (в зависимости от типа исполняемой инструкции), вещественночисленный: 25 стадий        | Целочисленный: 12 — 17 стадий (в зависимости от типа исполняемой инструкции), вещественночисленный: 25 стадий        | Целочисленный: 12 — 17 стадий (в зависимости от типа исполняемой инструкции), вещественночисленный: 25 стадий        |                      |
| Разрядность ША                                           | 36 бит | 36 бит | 36 бит | 36 бит | 36 бит | 36 бит | 36 бит |                      |
| Разрядность ШД                                           | 64 бит | 64 бит | 64 бит | 64 бит | 64 бит | 64 бит | 64 бит |                      |
| Аппаратная предвыборка данных                            | нет | нет | нет | нет | есть | есть | есть |                      |
| Количество транзисторов, млн                             | 9,5 | 28 | 28 | 28 | 44 | 44 | 44 |                      |
|                                                          | | | | | | | |                      |
| Кэш L1                                                   | | | | | | | |                      |
| Кэш данных                                               | 16 Кб, 4-канальный наборно-ассоциативный, длина строки — 32 байта, двухпортовый                                      | 16 Кб, 4-канальный наборно-ассоциативный, длина строки — 32 байта, двухпортовый                                      | 16 Кб, 4-канальный наборно-ассоциативный, длина строки — 32 байта, двухпортовый                                      | 16 Кб, 4-канальный наборно-ассоциативный, длина строки — 32 байта, двухпортовый                                      | 16 Кб, 4-канальный наборно-ассоциативный, длина строки — 32 байта, двухпортовый                                      | 16 Кб, 4-канальный наборно-ассоциативный, длина строки — 32 байта, двухпортовый                                      | 16 Кб, 4-канальный наборно-ассоциативный, длина строки — 32 байта, двухпортовый                                      |                      |
| Кэш инструкций                                           | 16 Кб, 4-канальный наборно-ассоциативный, длина строки — 32 байта                                                    | 16 Кб, 4-канальный наборно-ассоциативный, длина строки — 32 байта                                                    | 16 Кб, 4-канальный наборно-ассоциативный, длина строки — 32 байта                                                    | 16 Кб, 4-канальный наборно-ассоциативный, длина строки — 32 байта                                                    | 16 Кб, 4-канальный наборно-ассоциативный, длина строки — 32 байта                                                    | 16 Кб, 4-канальный наборно-ассоциативный, длина строки — 32 байта                                                    | 16 Кб, 4-канальный наборно-ассоциативный, длина строки — 32 байта                                                    |                      |
|                                                          | | | | | | | |                      |
| Кэш L2                                                   | | | | | | | |                      |
| Объём, Кб                                                | 512 | 256 | 256 | 256 | 256 | 512 | 512 |                      |
| Частота                                                  | ½ частоты ядра | частота ядра | частота ядра | частота ядра | частота ядра | частота ядра | частота ядра | частота ядра         |
| Разрядность BSB                                          | 64 бит + 8 бит ECC                                                                                                   | 256 бит + 32 бит ECC                                                                                                 | 256 бит + 32 бит ECC                                                                                                 | 256 бит + 32 бит ECC                                                                                                 | 256 бит + 32 бит ECC                                                                                                 | 256 бит + 32 бит ECC                                                                                                 | 256 бит + 32 бит ECC                                                                                                 | 256 бит + 32 бит ECC |
| Организация                                              | Объединённый, наборно-ассоциативный, неблокируемый, с контролем и исправлением ошибок (ECC); длина строки — 32 байта | Объединённый, наборно-ассоциативный, неблокируемый, с контролем и исправлением ошибок (ECC); длина строки — 32 байта | Объединённый, наборно-ассоциативный, неблокируемый, с контролем и исправлением ошибок (ECC); длина строки — 32 байта | Объединённый, наборно-ассоциативный, неблокируемый, с контролем и исправлением ошибок (ECC); длина строки — 32 байта | Объединённый, наборно-ассоциативный, неблокируемый, с контролем и исправлением ошибок (ECC); длина строки — 32 байта | Объединённый, наборно-ассоциативный, неблокируемый, с контролем и исправлением ошибок (ECC); длина строки — 32 байта | Объединённый, наборно-ассоциативный, неблокируемый, с контролем и исправлением ошибок (ECC); длина строки — 32 байта |                      |
| Ассоциативность                                          | 4-канальный | 8-канальный | 8-канальный | 8-канальный | 8-канальный | 8-канальный | 8-канальный | 8-канальный          |
|                                                          | | | | | | | |                      |
| Интерфейс                                                | | | | | | | |                      |
| Разъём                                                   | Slot 1 | Slot 1 | Socket 370 | Socket 495, SMD | Socket 370 | Socket 370 | Socket 478, SMD |                      |
| Корпус                                                   | OLGA в картридже SECC2                                                                                               | OLGA в картридже SECC2                                                                                               | FCPGA, FCPGA2 | BGA2, mBGA2 | FCPGA2 | FCPGA2 | mFCPGA, mFCBGA |                      |
| Шина                                                     | AGTL + (сигнальный уровень — 1,5 В)                                                                                  | AGTL + (сигнальный уровень — 1,5 В)                                                                                  | AGTL + (сигнальный уровень — 1,5 В)                                                                                  | AGTL + (сигнальный уровень — 1,5 В)                                                                                  | AGTL (сигнальный уровень — 1,25 В)                                                                                   | AGTL (сигнальный уровень — 1,25 В)                                                                                   | AGTL (сигнальный уровень — 1,25 В)                                                                                   |                      |
|                                                          | | | | | | | |                      |
| Технологические, электрические и тепловые характеристики | | | | | | | |                      |
| Технология производства                                  | 250 нм. КМОП (пятислойный, алюминиевые соединения)                                                                   | 180 нм. КМОП (шестислойный, алюминиевые соединения)                                                                  | 180 нм. КМОП (шестислойный, алюминиевые соединения)                                                                  | 180 нм. КМОП (шестислойный, алюминиевые соединения)                                                                  | 130 нм. КМОП (шестислойный, медные соединения, Low-K диэлектрик)                                                     | 130 нм. КМОП (шестислойный, медные соединения, Low-K диэлектрик)                                                     | 130 нм. КМОП (шестислойный, медные соединения, Low-K диэлектрик)                                                     |                      |
| Площадь кристалла, мм²                                   | 128 | 106 (рев. A2) 105 (рев. B0) 90 (рев. C0)                                                                             | 106 (рев. A2) 105 (рев. B0) 90 (рев. C0) 95 (рев. D0)                                                                | 106 (рев. A2) 105 (рев. B0) 90 (рев. C0) 95 (рев. D0)                                                                | 80 | 80 | 80 |                      |
| Напряжение ядра, В                                       | 2,0 — 2,05 | 1,65 — 1,7 | 1,6 — 1,75 | 0,975 — 1,7 | 1,475 — 1,5 | 1,45 — 1,5 | 0,95 — 1,4 |                      |
| Напряжение кэша L2, В                                    | 3,3 | напряжение ядра | напряжение ядра | напряжение ядра | напряжение ядра | напряжение ядра | напряжение ядра |                      |
| Напряжение цепей I/O, В                                  | 3,3 | 3,3 | 3,3 | 3,3 | 3,3 | 3,3 | 3,3 |                      |
| Максимальное тепловыделение, Вт                          | 34,5 | 26,1 | 37,5 | 34,0 | 32,2 | 32,2 | 22 |                      |
|                                                          | | | | | | | |                      |

## Ревизии ядер процессоров

### Pentium III

#### Katmai
| Ревизия | CPU Id | Примечание                                                                              |
| ------- | ------ | --------------------------------------------------------------------------------------- |
| B0      | 0x672h | мод. SL364, SL365, SL38E, SL38F, SL3CC, SL3CD                                           |
| C0      | 0x673h | мод. SL35D, SL35E, SL37C, SL37D, SL3BN, SL3E9, SL3F7, SL3FJ, SL3JM, SL3JP, SL3JT, SL3JU |

#### Coppermine
| Ревизия | CPU Id | Примечание |
| ------- | ------ | --- |
| A2      | 0x681h | мод. SL3H6, SL3H7, SL3KV, SL3KW, SL3N6, SL3N7, SL3NA, SL3NB, SL3ND, SL3NL, SL3NM, SL3NR, SL3Q9, SL3QA, SL3R2, SL3R3, SL3S9, SL3SB, SL3SX, SL3SY, SL3SZ, SL3T2, SL3T3, SL3T4, SL3US, SL3V5, SL3V6, SL3V7, SL3V8, SL3VA, SL3VB, SL3VC, SL3VD, SL3VE, SL3VF, SL3VG, SL3VH, SL3VJ, SL3VK, SL3VL, SL3VM, SL3VN, SL3WA, SL3WB, SL3WC, SL3X4, SL3Z6, SL4G7                                                                                                   |
| B0      | 0x683h | мод. SL3XG, SL3XH, SL3XJ, SL3XK, SL3XL, SL3XM, SL3XN, SL3XP, SL3XQ, SL3XR, SL3XS, SL3XT, SL3XU, SL3XV, SL3XW, SL3XX, SL3XY, SL3XZ, SL3Y2, SL3Y3, SL43E, SL43F, SL43G, SL43H, SL43J, SL444, SL446, SL448, SL44G, SL44J, SL44W, SL44X, SL44Y, SL44Z, SL452, SL453, SL454, SL455, SL456, SL457, SL458, SL45R, SL45S, SL45T, SL45U, SL45V, SL45W, SL45X, SL45Y, SL45Z, SL462, SL463, SL464, SL47M, SL47N, SL47Q, SL47S, SL48S, SL49G, SL49H, SL49J, SL4FP |
| C0      | 0x686h | мод. SL4BR, SL4BS, SL4BT, SL4BV, SL4BW, SL4BX, SL4BY, SL4BZ, SL4C2, SL4C3, SL4C4, SL4C5, SL4C6, SL4C7, SL4C8, SL4C9, SL4CB, SL4CC, SL4CD, SL4CE, SL4CF, SL4CG, SL4CH, SL4CJ, SL4CK, SL4CL, SL4CM, SL4CX, SL4FQ, SL4G7, SL4HH, SL4KD, SL4KE, SL4KF, SL4KG, SL4KH, SL4KJ, SL4KK, SL4KL, SL4M7, SL4M8, SL4M9, SL4MA, SL4MB, SL4MC, SL4MD, SL4ME, SL4MF, SL4SD, SL4WM                                                                                     |
| D0      | 0x68Ah | мод. SL45Y, SL45Z, SL462, SL463, SL464, SL49G, SL49H, SL49J, SL4F9, SL4YV, SL4Z2, SL4Z4, SL4ZJ, SL4ZL, SL4ZM, SL4ZN, SL52P, SL52Q, SL52R, SL5BS, SL5BT, SL5DV, SL5DW, SL5DX, SL5QV, SL5QW — FCPGA; мод. SL5B2, SL5B3, SL5B5, SL5FQ, SL5QD, SL5U3 — FCPGA2 |

#### Coppermine-T
| Ревизия | CPU Id | Примечание |
| ------- | ------ | --- |
| D0      | 0x68Ah | По официальным данным компании Intel, поддержкой шины AGTL (1,25 В) обладают модели SL5QE, SL5QF (FCPGA) и SL5QJ, SL5QK (FCPGA2). |

#### Tualatin
| Ревизия | CPU Id | Примечание                                                                                            |
| ------- | ------ | --- |
| A1      | 0x6B1h | мод. SL5GN, SL5GQ, SL5GR, SL5LT, SL5LV, SL5LW, SL5PM, SL5PU, SL5QL, SL5VX, SL5XL, SL64W, SL657, SL66D |
| B1      | 0x6B4h | мод. SL6BW, SL6BX, SL6BY; мод. SL69K, SL6HC, SL6QU — LV, BGA479.                                      |

### Mobile Pentium III
| Ревизия | CPU Id | Примечание |
| ------- | ------ | --- |
| BA2     | 0x681h | 180 нм, BGA2, мод. SL3PG, SL34Y, SL3PH, SL3DT, SL3DU                                                                                             |
| PA2     | 0x681h | 180 нм, mPGA2, мод. SL3PL, SL3TQ, SL3PM, SL3TP, SL3RG, SL3DW, SL3KX, SL3RF, SL3LG                                                                |
| BB0     | 0x683h | 180 нм, BGA2, мод. SL4AS, SL3Z7, SL43X, SL4GH, SL43L                                                                                             |
| PB0     | 0x683h | 180 нм, mPGA2, мод. SL44T, SL4DM, SL3Z8, SL4DL, SL442, SL46W, SL46V, SL443, SL43P, SL479, SL43N                                                  |
| BC0     | 0x686h | 180 нм, BGA2, мод. SL59H, SL4AG, SL4AK, SL56R, SL4JM, SL4ZH                                                                                      |
| PC0     | 0x686h | 180 нм, mPGA2, мод. SL59J, SL5AV, SL4AH, SL4PS, SL4GT, SL4PR, SL4K2, SL4PQ, SL4JZ, SL4PP, SL4JY, SL4PN, SL4JX, SL4PM, SL4PL, SL4JR, SL4PK, SL4JQ |
| BD0     | 0x68Ah | 180 нм, BGA2, мод. SL54F, SL5TB, SL547, SL548, SL54A; mPGA2, мод. SL588                                                                          |
| PD0     | 0x68Ah | 180 нм, mPGA2, мод. SL53S, SL58S, SL5TF, SL53T, SL58Q, SL53L, SL58P, SL58N, SL53M, SL53P, SL583, SL58M                                           |
| FBA1    | 0x6B1h | 130 нм, мод. SL5CT, SL5CS, SL5CR, SL5CQ, SL5CP, SL5CN, SL5QP, SL5QR, SL5QS, SL5QT; 180 нм, мод. SL5QQ                                            |
| FPA1    | 0x6B1h | 130 нм, мод. SL637, SL5N5, SL5CL, SL5N4, SL5CK, SL5CJ, SL4N3, SL5CH, SL5PL, SL5CG, SL5UC, SL5CF, SL5UB                                           |
| FBB1    | 0x6B4h | 130 нм, mFCBGA, мод. SL6CS |

## Обновление микрокода процессора
Обновления микрокода представляют собой блоки данных объёмом 2 Кб, находящиеся в системном BIOS. Такие блоки существуют для каждой ревизии ядра процессора. Компания Intel предоставляет производителям BIOS последние версии микрокода, а также помещает их в базу данных обновлений. Существует специальная утилита, разработанная компанией Intel, позволяющая определить используемый процессор и локально изменить код BIOS для поддержки этого процессора.
Обновление также можно осуществить прошивкой новой версии BIOS с поддержкой необходимого процессора от производителя системной платы.

## Исправленные ошибки
Процессор представляет собой сложное микроэлектронное устройство, что не позволяет исключить вероятность его некорректной работы. Ошибки появляются на этапе проектирования и могут быть исправлены обновлениями микрокода процессора либо выпуском новой ревизии ядра процессора.
В процессорах Pentium III обнаружено 98 различных ошибок, из которых 31 исправлена.
Далее перечислены ошибки, исправленные в различных ревизиях ядер процессора Pentium III. Данные ошибки присутствуют во всех ядрах, выпущенных до их исправления, начиная с ядра Katmai B0, если не указано обратное.

### Katmai C0
- Ошибка установки флагов при выполнении инструкций COMISS/UCOMISS (SSE).
- Ошибка передачи данных при чтении данных из кэш-памяти второго уровня.
- Ошибочная установка сигнала обнаружения ошибки чётности при высокой температуре или низком напряжении питания.
- Ошибка установки сигнала отключения при превышении максимально допустимой температуры.

### Coppermine A2
- Ошибка при работе двух процессоров в режиме FRC (контроль методом функциональной избыточности) при прохождении BIST (встроенная самодиагностика).
- Ошибка при работе двух процессоров в режиме FRC при инициализации.
- Ошибка при инициализации кэш-памяти второго уровня в двухпроцессорных системах.
- Ошибка контроля изменений TSS (сегмент состояния задачи) при переключении задач.
- Ошибка обработки исключений при выполнении инструкций CVTPS2PI, CVTPI2PS или CVTTPS2PI (MMX).

### Coppermine B0
- Ошибка в работе PMC (счётчик производительности) при выполнении предвыборки из кэш-памяти первого уровня.
- Ошибка переключения задач при использовании аппаратного управления задачами.
- Ошибочное сообщение об ошибке при прохождении BIST (Coppermine A2).
- Низкая помехоустойчивость входа сигнала SMI# (системное прерывание), приводящая к произвольному выполнению прерываний (Coppermine A2).
- Ошибочные сообщения о корректируемых ошибках ECC как о некорректируемых (Coppermine A2).
- Ошибка в работе PMC при записи и удалении данных из кэш-памяти второго уровня (Coppermine A2).
- Ошибка подсчёта циклов записи с помощью PMC при работе с кэш-памятью второго уровня (Coppermine A2).
- Ошибка знака вещественного числа в результате последовательного выполнения инструкции SSE-умножения с некорректным результатом и любой инструкции X86.
- Ошибка режима проверки при старте процессора.

### Coppermine C0
- Ошибка при удалении строки в IFU (блок выборки инструкций).
- Возникновение тупиков при работе DCU (кэш данных) и IFU (Coppermine B0).
- Возникновение тупиков при последовательном возникновении исключения неверной инструкции и кэш-промаха.
- Возникновение тупиков при выполнении инструкции MASKMOVQ (SSE).
- Ошибочное удаление данных из кэш-памяти второго уровня (Coppermine A2).
- Возникновение тупиков при удалении строки в IFU.
- Повреждение селектора регистров LTR (регистр задач) и LLDT (регистр дескрипторов) при последовательном выполнении опережающей записи в сегментный регистр и инструкций LTR/LLDT.
- Возникновение ошибок при высокой температуре и низком напряжении питания (Coppermine B0).

### Coppermine D0
- Ошибка выполнения snoop request при наличии отложенных транзакций.
- Ошибка выхода из состояния пониженного энергопотребления (Coppermine С0).

### Tualatin A1
- Ошибка обработки исключений при выполнении инструкций X86 и MMX.
- Ошибочная установка сигнала отключения при старте процессора.

### Tualatin B1
- Ошибка при работе блока выборки инструкций (IFU) с регистром CR3.